# Vladimir Aleksejevič Kornilov
Vladimir Aleksejevič Kornilov (rusko Влади́мир Алексе́евич Корни́лов), ruski mornariški častnik, * 13. februar 1806, Rjasnja, Tverska gubernija, † 17. oktober 1854, Sevastopol, Ruski imperij.
Bil je viceadmiral Ruske imperialne mornarice med krimsko vojno.

## Življenjepis
Njegov oče je bil guverner Irkutska. Leta 1823 je vstopil v vojno mornarico in leta 1827 se je boril v bitki pri Navarinu kot podčastnik na poveljniški ladji flote Azov. Leta 1841 je postal kapitan bojne ladje Dvenadcat Apostolov. Leta 1847 je odplul v London zaradi nakupa nove parne fregate. Leta 1849 je postal poveljnik štaba Črnomorske flote. Leta 1853 je na parni fregati Vladimir pod poveljstvom Grigorija Ivanoviča Butakova srečal turško vojno ladjo Prevaz-i Bahri in jo ukazal napasti. Turška ladja je bila v bitki močno poškodovana in je bila zajeta ter odpeljana v Sevastopol, kjer je bila dana v uporabo v Ruski vojni mornarici pod imenom Kornilov.
Med krimsko vojno je bil Kornilov odgovoren za obrambo Sevastopola. Ubit je bil na začetku obleganja in bil pokopan v Grobnici admiralov.
Po njem je bila poimenovana oklepna križarka Ruske imperialne mornarice Admiral Kornilov.